# Соловьёвский сельсовет (Липецкая область)
Соловьёвский сельсове́т — сельское поселение в Становлянском районе Липецкой области.
Административный центр — село Соловьёво.

## История
В соответствии с законами Липецкой области № 114-оз от 02.07.2004 и № 126-оз от 23.09.2004 сельсовет наделён статусом сельского поселения, установлены границы муниципального образования.
В марте 1982 года из  Соловьёвского сельсовета перешли в Пальна-Михайловский сельсовет деревня Белевец, село Трегубово.

## Население
| 2010 | 2012 | 2013 | 2014 | 2015 | 2016 | 2017 |
| ---- | ---- | ---- | ---- | ---- | ---- | ---- |
| 780  | →780 | ↘765 | ↘750 | ↘731 | ↘707 | ↘694 |
| 2018 | 2021 |      |      |      |      |      |
| ↘661 | ↘639 |      |      |      |      |      |

## Состав сельского поселения
| № | Населённый пункт | Тип населённого пункта       | Население |
| - | ---------------- | ---------------------------- | --------- |
| 1 | Бутырки          | деревня                      | 120       |
| 2 | Маслово          | деревня                      | 189       |
| 3 | Слободка         | деревня                      | 81        |
| 4 | Соловьёво        | село, административный центр | 390       |